# Kapitan III rangi
Kapitan III rangi (ros. капитан 3-го ранга) – w radzieckiej Marynarce Wojennej i marynarkach wojennych części krajów postsowieckich stopień w korpusie wyższych oficerów, odpowiadający stopniowi komandora podporucznika w Marynarce Wojennej RP bądź stopniowi majora w wojskach lądowych. Stopień bezpośrednio niższy to kapitan-porucznik, bezpośrednio wyższy to kapitan II rangi.